# Atli Eilífsson
Atli hinn rammi Eilífsson (apodado el Poderoso, n. 931) fue un vikingo y bóndi de Laxardal en Islandia. Era hijo del colono noruego Eilífur örn Atlason. Es uno de los personajes de la saga Ljósvetninga, y también se le cita en la saga de Njál. Se casó con Herdís Þórðardóttir (n. 910), una hija de Þórður mjögsiglandi Björnsson y tuvo dos hijos: Þórarinn (n. 950) y Þórlaug (n. 958), quien sería esposa de Gudmundur Eyjólfsson.